# Archaeornithes
Archaeornithes é um táxon (considerado uma subclasse ou uma superordem) tradicionalmente utilizado para conter apenas o género Archaeopteryx ou uma quantidade maior de dinossauros avialanos com características consideradas "reptilianas".
Hoje, o termo Archaeornithes (e seu sinónimo mais antigo, Sauriurae) é mais comumente associado com classificações antigas, feitas antes de novas descobertas do final do século XX e século XXI que preencheram as lacunas entre os dinossauros avialanos de cauda longa e os de cauda curta, levando à obsolescência de categorias taxonómicas que agrupavam avialanos com características "reptilianas", já que estes não formam um grupo monofilético.

## Taxonomia
Taxonomia de Archaeornithes segundo R. L. Carroll (1988):
Classe Aves
- Subclasse Archaeornithes
  - Ordem Archaeopterygiformes
    - Família Archaeopterygidae
      - Archaeopteryx
- Subclasse Neornithes

### Filogenia
A posição filogenética de Archaeopteryx e outros dinossauros avialanos basais permanece controversa. Abaixo estão os resultados da pesquisa de Cau e colegas (2017):

|  | Yixianosaurus longimanus |
|  |                          |
|  | Xiaotingia zhengi        |
|  |                          |

|  | Eosinopteryx brevipenna                                            |
|  |                                                                    |
|  | \| \| Aurornis xui \| \| \| \| \| \| Serikornis sungei \| \| \| \| |
|  |                                                                    |
|  | Aurornis xui                                                       |
|  |                                                                    |
|  | Serikornis sungei                                                  |
|  |                                                                    |

|  | Aurornis xui      |
|  |                   |
|  | Serikornis sungei |
|  |                   |

|  | Eosinopteryx brevipenna                                            |
|  |                                                                    |
|  | \| \| Aurornis xui \| \| \| \| \| \| Serikornis sungei \| \| \| \| |
|  |                                                                    |
|  | Aurornis xui                                                       |
|  |                                                                    |
|  | Serikornis sungei                                                  |
|  |                                                                    |

|  | Aurornis xui      |
|  |                   |
|  | Serikornis sungei |
|  |                   |

|  | Yixianosaurus longimanus |
|  |                          |
|  | Xiaotingia zhengi        |
|  |                          |

|  | Eosinopteryx brevipenna                                            |
|  |                                                                    |
|  | \| \| Aurornis xui \| \| \| \| \| \| Serikornis sungei \| \| \| \| |
|  |                                                                    |
|  | Aurornis xui                                                       |
|  |                                                                    |
|  | Serikornis sungei                                                  |
|  |                                                                    |

|  | Aurornis xui      |
|  |                   |
|  | Serikornis sungei |
|  |                   |

|  | Eosinopteryx brevipenna                                            |
|  |                                                                    |
|  | \| \| Aurornis xui \| \| \| \| \| \| Serikornis sungei \| \| \| \| |
|  |                                                                    |
|  | Aurornis xui                                                       |
|  |                                                                    |
|  | Serikornis sungei                                                  |
|  |                                                                    |

|  | Aurornis xui      |
|  |                   |
|  | Serikornis sungei |
|  |                   |

|  | Balaur bondoc |
|  | |
|  | \| \| Jeholornithidae \| \| \| \| \| \| Pygostylia (avialanos de cauda curta, incluindo as aves modernas) \| \| \| \| |
|  | |
|  | Jeholornithidae |
|  | |
|  | Pygostylia (avialanos de cauda curta, incluindo as aves modernas)                                                     |
|  | |

|  | Jeholornithidae                                                   |
|  |                                                                   |
|  | Pygostylia (avialanos de cauda curta, incluindo as aves modernas) |
|  |                                                                   |

|  | Balaur bondoc |
|  | |
|  | \| \| Jeholornithidae \| \| \| \| \| \| Pygostylia (avialanos de cauda curta, incluindo as aves modernas) \| \| \| \| |
|  | |
|  | Jeholornithidae |
|  | |
|  | Pygostylia (avialanos de cauda curta, incluindo as aves modernas)                                                     |
|  | |

|  | Jeholornithidae                                                   |
|  |                                                                   |
|  | Pygostylia (avialanos de cauda curta, incluindo as aves modernas) |
|  |                                                                   |

|  | Balaur bondoc |
|  | |
|  | \| \| Jeholornithidae \| \| \| \| \| \| Pygostylia (avialanos de cauda curta, incluindo as aves modernas) \| \| \| \| |
|  | |
|  | Jeholornithidae |
|  | |
|  | Pygostylia (avialanos de cauda curta, incluindo as aves modernas)                                                     |
|  | |

|  | Jeholornithidae                                                   |
|  |                                                                   |
|  | Pygostylia (avialanos de cauda curta, incluindo as aves modernas) |
|  |                                                                   |

|  | Balaur bondoc |
|  | |
|  | \| \| Jeholornithidae \| \| \| \| \| \| Pygostylia (avialanos de cauda curta, incluindo as aves modernas) \| \| \| \| |
|  | |
|  | Jeholornithidae |
|  | |
|  | Pygostylia (avialanos de cauda curta, incluindo as aves modernas)                                                     |
|  | |

|  | Jeholornithidae                                                   |
|  |                                                                   |
|  | Pygostylia (avialanos de cauda curta, incluindo as aves modernas) |
|  |                                                                   |

|  | Balaur bondoc |
|  | |
|  | \| \| Jeholornithidae \| \| \| \| \| \| Pygostylia (avialanos de cauda curta, incluindo as aves modernas) \| \| \| \| |
|  | |
|  | Jeholornithidae |
|  | |
|  | Pygostylia (avialanos de cauda curta, incluindo as aves modernas)                                                     |
|  | |

|  | Jeholornithidae                                                   |
|  |                                                                   |
|  | Pygostylia (avialanos de cauda curta, incluindo as aves modernas) |
|  |                                                                   |

|  | Balaur bondoc |
|  | |
|  | \| \| Jeholornithidae \| \| \| \| \| \| Pygostylia (avialanos de cauda curta, incluindo as aves modernas) \| \| \| \| |
|  | |
|  | Jeholornithidae |
|  | |
|  | Pygostylia (avialanos de cauda curta, incluindo as aves modernas)                                                     |
|  | |

|  | Jeholornithidae                                                   |
|  |                                                                   |
|  | Pygostylia (avialanos de cauda curta, incluindo as aves modernas) |
|  |                                                                   |

|  | Balaur bondoc |
|  | |
|  | \| \| Jeholornithidae \| \| \| \| \| \| Pygostylia (avialanos de cauda curta, incluindo as aves modernas) \| \| \| \| |
|  | |
|  | Jeholornithidae |
|  | |
|  | Pygostylia (avialanos de cauda curta, incluindo as aves modernas)                                                     |
|  | |

|  | Jeholornithidae                                                   |
|  |                                                                   |
|  | Pygostylia (avialanos de cauda curta, incluindo as aves modernas) |
|  |                                                                   |

|  | Balaur bondoc |
|  | |
|  | \| \| Jeholornithidae \| \| \| \| \| \| Pygostylia (avialanos de cauda curta, incluindo as aves modernas) \| \| \| \| |
|  | |
|  | Jeholornithidae |
|  | |
|  | Pygostylia (avialanos de cauda curta, incluindo as aves modernas)                                                     |
|  | |

|  | Jeholornithidae                                                   |
|  |                                                                   |
|  | Pygostylia (avialanos de cauda curta, incluindo as aves modernas) |
|  |                                                                   |

|  | Yixianosaurus longimanus |
|  |                          |
|  | Xiaotingia zhengi        |
|  |                          |

|  | Eosinopteryx brevipenna                                            |
|  |                                                                    |
|  | \| \| Aurornis xui \| \| \| \| \| \| Serikornis sungei \| \| \| \| |
|  |                                                                    |
|  | Aurornis xui                                                       |
|  |                                                                    |
|  | Serikornis sungei                                                  |
|  |                                                                    |

|  | Aurornis xui      |
|  |                   |
|  | Serikornis sungei |
|  |                   |

|  | Eosinopteryx brevipenna                                            |
|  |                                                                    |
|  | \| \| Aurornis xui \| \| \| \| \| \| Serikornis sungei \| \| \| \| |
|  |                                                                    |
|  | Aurornis xui                                                       |
|  |                                                                    |
|  | Serikornis sungei                                                  |
|  |                                                                    |

|  | Aurornis xui      |
|  |                   |
|  | Serikornis sungei |
|  |                   |

|  | Yixianosaurus longimanus |
|  |                          |
|  | Xiaotingia zhengi        |
|  |                          |

|  | Eosinopteryx brevipenna                                            |
|  |                                                                    |
|  | \| \| Aurornis xui \| \| \| \| \| \| Serikornis sungei \| \| \| \| |
|  |                                                                    |
|  | Aurornis xui                                                       |
|  |                                                                    |
|  | Serikornis sungei                                                  |
|  |                                                                    |

|  | Aurornis xui      |
|  |                   |
|  | Serikornis sungei |
|  |                   |

|  | Eosinopteryx brevipenna                                            |
|  |                                                                    |
|  | \| \| Aurornis xui \| \| \| \| \| \| Serikornis sungei \| \| \| \| |
|  |                                                                    |
|  | Aurornis xui                                                       |
|  |                                                                    |
|  | Serikornis sungei                                                  |
|  |                                                                    |

|  | Aurornis xui      |
|  |                   |
|  | Serikornis sungei |
|  |                   |

|  | Balaur bondoc |
|  | |
|  | \| \| Jeholornithidae \| \| \| \| \| \| Pygostylia (avialanos de cauda curta, incluindo as aves modernas) \| \| \| \| |
|  | |
|  | Jeholornithidae |
|  | |
|  | Pygostylia (avialanos de cauda curta, incluindo as aves modernas)                                                     |
|  | |

|  | Jeholornithidae                                                   |
|  |                                                                   |
|  | Pygostylia (avialanos de cauda curta, incluindo as aves modernas) |
|  |                                                                   |

|  | Balaur bondoc |
|  | |
|  | \| \| Jeholornithidae \| \| \| \| \| \| Pygostylia (avialanos de cauda curta, incluindo as aves modernas) \| \| \| \| |
|  | |
|  | Jeholornithidae |
|  | |
|  | Pygostylia (avialanos de cauda curta, incluindo as aves modernas)                                                     |
|  | |

|  | Jeholornithidae                                                   |
|  |                                                                   |
|  | Pygostylia (avialanos de cauda curta, incluindo as aves modernas) |
|  |                                                                   |

|  | Balaur bondoc |
|  | |
|  | \| \| Jeholornithidae \| \| \| \| \| \| Pygostylia (avialanos de cauda curta, incluindo as aves modernas) \| \| \| \| |
|  | |
|  | Jeholornithidae |
|  | |
|  | Pygostylia (avialanos de cauda curta, incluindo as aves modernas)                                                     |
|  | |

|  | Jeholornithidae                                                   |
|  |                                                                   |
|  | Pygostylia (avialanos de cauda curta, incluindo as aves modernas) |
|  |                                                                   |

|  | Balaur bondoc |
|  | |
|  | \| \| Jeholornithidae \| \| \| \| \| \| Pygostylia (avialanos de cauda curta, incluindo as aves modernas) \| \| \| \| |
|  | |
|  | Jeholornithidae |
|  | |
|  | Pygostylia (avialanos de cauda curta, incluindo as aves modernas)                                                     |
|  | |

|  | Jeholornithidae                                                   |
|  |                                                                   |
|  | Pygostylia (avialanos de cauda curta, incluindo as aves modernas) |
|  |                                                                   |

|  | Balaur bondoc |
|  | |
|  | \| \| Jeholornithidae \| \| \| \| \| \| Pygostylia (avialanos de cauda curta, incluindo as aves modernas) \| \| \| \| |
|  | |
|  | Jeholornithidae |
|  | |
|  | Pygostylia (avialanos de cauda curta, incluindo as aves modernas)                                                     |
|  | |

|  | Jeholornithidae                                                   |
|  |                                                                   |
|  | Pygostylia (avialanos de cauda curta, incluindo as aves modernas) |
|  |                                                                   |

|  | Balaur bondoc |
|  | |
|  | \| \| Jeholornithidae \| \| \| \| \| \| Pygostylia (avialanos de cauda curta, incluindo as aves modernas) \| \| \| \| |
|  | |
|  | Jeholornithidae |
|  | |
|  | Pygostylia (avialanos de cauda curta, incluindo as aves modernas)                                                     |
|  | |

|  | Jeholornithidae                                                   |
|  |                                                                   |
|  | Pygostylia (avialanos de cauda curta, incluindo as aves modernas) |
|  |                                                                   |

|  | Balaur bondoc |
|  | |
|  | \| \| Jeholornithidae \| \| \| \| \| \| Pygostylia (avialanos de cauda curta, incluindo as aves modernas) \| \| \| \| |
|  | |
|  | Jeholornithidae |
|  | |
|  | Pygostylia (avialanos de cauda curta, incluindo as aves modernas)                                                     |
|  | |

|  | Jeholornithidae                                                   |
|  |                                                                   |
|  | Pygostylia (avialanos de cauda curta, incluindo as aves modernas) |
|  |                                                                   |

|  | Balaur bondoc |
|  | |
|  | \| \| Jeholornithidae \| \| \| \| \| \| Pygostylia (avialanos de cauda curta, incluindo as aves modernas) \| \| \| \| |
|  | |
|  | Jeholornithidae |
|  | |
|  | Pygostylia (avialanos de cauda curta, incluindo as aves modernas)                                                     |
|  | |

|  | Jeholornithidae                                                   |
|  |                                                                   |
|  | Pygostylia (avialanos de cauda curta, incluindo as aves modernas) |
|  |                                                                   |

Segundo Hartman e colegas (2019), Archaeopteryx se encontra fora do clado Avialae, sendo mais próximo dos dromeossaurídeos e troodontídeos:

|  | Unenlagiidae                                                     |
|  |                                                                  |
|  | \| \| Dromaeosauridae \| \| \| \| \| \| Troodontidae \| \| \| \| |
|  |                                                                  |
|  | Dromaeosauridae                                                  |
|  |                                                                  |
|  | Troodontidae                                                     |
|  |                                                                  |

|  | Dromaeosauridae |
|  |                 |
|  | Troodontidae    |
|  |                 |

|  | Unenlagiidae                                                     |
|  |                                                                  |
|  | \| \| Dromaeosauridae \| \| \| \| \| \| Troodontidae \| \| \| \| |
|  |                                                                  |
|  | Dromaeosauridae                                                  |
|  |                                                                  |
|  | Troodontidae                                                     |
|  |                                                                  |

|  | Dromaeosauridae |
|  |                 |
|  | Troodontidae    |
|  |                 |